# Ландель, Ги-Мишель
Ги Люсьен Мишель Ландель (фр. Guy Lucien Michel Landel; 7 июля 1990, Конакри, Гвинея) — гвинейский футболист, полузащитник турецкого клуба «Гиресунспор».

## Карьера

### Клубная карьера
Начал карьеру в клубе «Атлетико де Колеа» из своего родного города Конакри.
В 2008 году переехал во Францию, заключив контракт с «Ле-Маном».
20 декабря 2009 года дебютировал за основную команду, выйдя на замену во втором тайме игры с «Лиллем». 3 мая 2013 года Ги-Мишель отметился первым забитым мячом.
В 2013 году, после объявления «Ле-Мана» банкротом, Ландель покинул клуб и заключил соглашение с турецким «Ордуспором». Первую игру в Турецкой Первой лиге провёл 19 августа, отметившись дублем в ворота «Аданаспора». Всего за первый сезон полузащитник провёл 37 матчей и забил 9 мячей.
12 января 2015 года Ландель перешёл в «Генчлербирлиги», выступающий в Турецкой Суперлиге. 8 февраля 2015 года полузащитник провёл дебютную игру с «Бурсаспором». 7 марта Ги-Мишель отметился дублем в ворота «Кайсери Эрджиесспор».

### Карьера в сборной
Ландель дебютировал за сборную Гвинеи в 2013 году в отборочной встрече к Чемпионату мира 2014 со сборной Зимбабве. 25 мая 2014 года полузащитник отметился первым забитым мячом, сравняв счёт в матче со сборной Мали.
Ги-Мишель был включён в заявку сборной Гвинеи для участия в Кубке африканских наций 2015. На турнире в Экваториальной Гвинее полузащитник не принял участие ни в одном из 4 матчей своей команды.